# Sierra de Inju Gooyin
La sierra de Inju Gooyin, ou sierra de Beauvoir, est un massif montagneux qui longe la rive nord-ouest du lac Fagnano et la rive nord du fjord Almirantazgo, sur la grande île de la Terre de Feu, à l'extrémité australe de l'Argentine et du Chili. Ses sommets ont altitude moyenne d'environ 1 000 mètres.
La partie située en territoire chilien est couverte de petites glaciers qui disparaissent à mesure que l'on progresse vers l'est. La partie située en territoire argentin est située à l'intérieur du parc national Tierra del Fuego.

## Toponymie
Le nom de « sierra de Beauvoir » est donné par le Père De Agostini en l'honneur du missionnaire salésien Giuseppe Maria Beauvoir (es), recommandé par Mgr José Fagnano, qui fonda en 1893 la Mission Candelaria à Rio Grande, afin d'évangéliserles indigènes des environs. Cette sierra est également appelée « Inju Gooyin » ou « Inju-gooiyin », le nom donné par les indiens selknam à ce massif, qui signifie littéralement la « pointe du cheval » (de inxujol, « cheval » et kuoien, « pointe »).

### Sources et bibliographie
- (en) Daniel R. Martinioni, Eduardo B. Olivero, Francisco A. Medina et Susana Palamarczuk, « Cretaceous stratigraphy of sierra de Beauvoir, Fuegian Andes, Argentina », Revista de la Asociación Geológica Argentina, Buenos Aires, vol. 70, no 1,‎ janvier-mars 2013 (ISSN 0004-4822, lire en ligne)